# Wołodymyr Chylak
Wołodymyr Chylak, ukr. Володимир Хиляк, łem. Владимір Хыляк, także Władymir Chylak, pseudonimy: Jeronim Anonim, W. Nielach, Ja-sam, Quidam, Łemko-Semko, Niekij (ur. 27 lipca 1843 w Wierchomli Wielkiej, zm. 13 czerwca 1893 w Lityni) – ksiądz greckokatolicki, łemkowski pisarz, felietonista i publicysta tworzący w jazycziju, reprezentant orientacji moskalofilskiej.

## Życiorys
Urodził się w Wierchomli Wielkiej, w rodzinie duchownego greckokatolickiego. Uczył się w gimnazjach w Nowym Sączu i Preszowie, oraz w seminariach we Lwowie i Przemyślu. Po uzyskaniu święceń kapłańskich w 1866 pełnił posługę w miejscowościach Dolina (1866–1868), Izby (1868–1870), Bartne (1870–1892) i Litynia (1892–1893). Pisał opowiadania i długie nowele, a także artykuły i eseje poświęcone tematyce łemkowskiej, zarówno aktualnym problemom społecznym, jak i zagadnieniom etnograficzno-historycznym (np. praca „Swadiebnyje zwyczai u łemkow” opublikowana w 1872 w piśmie „Literaturnyj Sbornik”). W swojej twórczości beletrystycznej lubił przedstawiać krzywdy i cierpienia ludności rusińskiej z rąk polskiej szlachty, np. konfederatów barskich w najpopularniejszej swojej powieści Szybienicznyj Wierch. 
Drukował swoje utwory w gazetach: „Słowo” (1870-1887), „Russkyj Sion”, „Strachopud”, „Nowyj Prołom”, „Biesieda”.
Chylak był najważniejszym pisarzem łemkowskim drugiej połowy XIX w., a jego twórczość odegrała kluczową rolę w procesie konstruowania tożsamości grupowej tej społeczności, dlatego też bywa porównywany z Aleksandrem Duchnowyczem i jego znaczeniem dla Rusinów żyjących po węgierskiej stronie granicy. 